# Руф Мецский
Руф (начало V века) — епископ Меца, святой. День памяти — 7 ноября.
Святой Руф был преемником епископа Самбаса на кафедре Меца и оставался епископом на протяжении около трёх десятилетий.
Согласно «Catholic Encyclopedia» 1913 года: «Его имя задним числом было внесено в „Мартиролог Иеронима“.»
Мощи святого Руфа Мецского были перенесены в монастырь неподалёку от Вормса во время правления Лотаря I. Возможно, это монастырь в Гау-Одернхайме.